# バトンドール
バトンドール（Bâton D'or）は、江崎グリコがポッキーの高級版、百貨店向けの商品として販売されている菓子および販売店舗の名称である。
バトンドールはフランス語で「黄金のスティック」という意味。

## 歴史
2011年（平成23年）春ごろ、髙島屋から「百貨店に合う商品を作ってみませんか」と江崎グリコに提案があった。
1991年入社で、希望通りポッキーの開発に長年携わった細川誠司（商品開発研究所）は、少子高齢化による国内市場の縮小を見据え、大人が手に取るような商品を作りたいと快諾した。ポッキーの芯に当たるプレッツェルにバターを凝縮した成分を加え、ぜいたく感を出したものを開発する。ところが、試作品は「失敗したら大阪の街、歩かれへんで」と上司に嘲笑されるほどの出来で、細川は店舗オープンまで眠れない日々が続いた。
しかし、一転、2012年10月に髙島屋・阪急百貨店の両本店にショップがオープンしてからは「食べログ」で高評価を獲得し、絶賛の声が相次いだ。大阪の百貨店2か所でしか買えない希少性も人気に拍車をかけ、夕方には売り切れるようなこともあった。
その後、髙島屋京都店、博多阪急、そごう神戸店（すでにエイチ・ツー・オー リテイリング傘下にあり、翌年に神戸阪急に改称）、大阪国際空港(伊丹空港)にも出店している。新大阪駅、名古屋（ジェイアール名古屋タカシマヤ）や東京都内でも期間限定で販売されることがある。

## 販売店舗
- バトンドール高島屋大阪店（難波）：2012年10月24日開店
- バトンドール阪急うめだ本店（梅田）：2012年10月25日開店
- バトンドール高島屋京都店（京都髙島屋S.C.、四条河原町）：2015年4月8日開店
- バトンドール博多阪急店：2016年4月13日開店
- バトンドール神戸阪急店：2018年10月17日開店
- バトンドール大阪国際空港（伊丹空港）店

## ラインナップ
シュガーバターのみ36本入り（6本×6袋）以外はいずれも20本入り（4本×5袋）で税込501円（本体価格463円）で発売されている。
- ミルク
- ストロベリー
- 抹茶
- カフェ
- バニラ
- シュガーバター

他